# سي أف أل إيه آر
CASP8 ومنظم الاستماتة الشبيه بالFADD (بالإنجليزية: CFLAR)‏ هو بروتين يكون مشفرا في الإنسان بواسطة الجين CFLAR. ويسمى أيضا c-FLIP (البروتين التثبيطي الشبيه بالFLICE).

## قراءة إضافية
- Abe K, Kurakin A, Mohseni-Maybodi M؛ وآخرون (2001). "The complexity of TNF-related apoptosis-inducing ligand". Ann. N. Y. Acad. Sci. ج. 926 ع. 1: 52–63. DOI:10.1111/j.1749-6632.2000.tb05598.x. PMID:11193041.{{استشهاد بدورية محكمة}}:  صيانة الاستشهاد: أسماء متعددة: قائمة المؤلفين (link)
- Dutton A, Young LS, Murray PG (2006). "The role of cellular FLICE inhibitory protein (c-FLIP) in the pathogenesis and treatment of cancer". Expert Opin. Ther. Targets. ج. 10 ع. 1: 27–35. DOI:10.1517/14728222.10.1.27. PMID:16441226.{{استشهاد بدورية محكمة}}:  صيانة الاستشهاد: أسماء متعددة: قائمة المؤلفين (link)